# Calyptrotheca
Calyptrotheca, es un género de plantas con flores de la familia Didiereaceae que consta de 2 especies aceptadas.

## Descripción
Las especies de este género son arbustos y árboles que pueden llegar a los 3 o 4 m de altura. Presentan hojas de tamaño variable y florecen mediante inflorescencias terminales, con flores bancas o de color amarillo verdoso.

## Distribución
El área de distribución nativa de este género es el noreste y este de África tropical.

## Taxonomía
El género Calyptrotheca fue descrito por el botánico alemán Ernest Friedrich Gilg y publicado por primera vez en la revista científica Botanische Jahrbücher für Systematik, Pflanzengeschichte und Pflanzengeographie 24: 307 en 1897.
Etimología
Calyptrotheca: nombre genérico que deriva de las palabras griegas kalupto (que significa 'cubrir' o 'envolver') y theke (que significa 'caja', 'recipiente' o 'contenedor'), haciendo referencia a que estas plantas presentan las 'tecas de la flor cubiertas', es decir, tienen cubiertas cada una de las dos mitades en las que se divide la antera (parte de la flor donde se produce el polen).

## Especies aceptadas
Actualmente, el género Calyptrotheca consta de 2 especies aceptadas según la Plants of the World Online (POWO):
| Imagen | Nombre científico                             | Distribución                                    |
| ------ | --------------------------------------------- | ----------------------------------------------- |
|        | Calyptrotheca somalensis Gilg                 | Desde el sur de Etiopía hasta el este de Kenia. |
|        | Calyptrotheca taitensis (Pax ex Vatke) Brenan | Desde Somalia hasta Tanzania.                   |